# Saint-Luperce
Saint-Luperce ist eine französische Gemeinde mit 994 Einwohnern (Stand: 1. Januar 2022) im Département Eure-et-Loir in der Region Centre-Val de Loire. Landelles gehört zum Arrondissement Chartres und zum Kanton Illiers-Combray.

## Geographie
Saint-Luperce liegt etwa 13 Kilometer westlich von Chartres an der Eure, in die hier ihr Zufluss Vallée de la Charentonne einmündet. Umgeben wird Saint-Luperce von den Nachbargemeinden Fontaine-la-Guyon im Norden und Nordwesten, Saint-Aubin-des-Bois im Norden und Nordosten, Cintray im Osten und Nordosten, Saint-Georges-sur-Eure im Osten und Südosten, Orrouer im Süden, Saint-Germain-le-Gaillard im Westen und Südwesten, Courville-sur-Eure im Westen und Nordwesten sowie Saint-Arnoult-des-Bois im Nordwesten.

## Bevölkerung
| Bevölkerungsentwicklung    | Bevölkerungsentwicklung | Bevölkerungsentwicklung | Bevölkerungsentwicklung | Bevölkerungsentwicklung | Bevölkerungsentwicklung | Bevölkerungsentwicklung | Bevölkerungsentwicklung | Bevölkerungsentwicklung |
| -------------------------- | ----------------------- | ----------------------- | ----------------------- | ----------------------- | ----------------------- | ----------------------- | ----------------------- | ----------------------- |
| Jahr                       | 1962                    | 1968                    | 1975                    | 1982                    | 1990                    | 1999                    | 2006                    | 2018                    |
| Einwohner                  | 510                     | 514                     | 530                     | 665                     | 757                     | 850                     | 885                     | 924                     |
| Quellen: Cassini und INSEE |                         |                         |                         |                         |                         |                         |                         |                         |

## Sehenswürdigkeiten
- Kirche Saint-Luperce
- Schloss Blanville, seit 1969 Monument historique

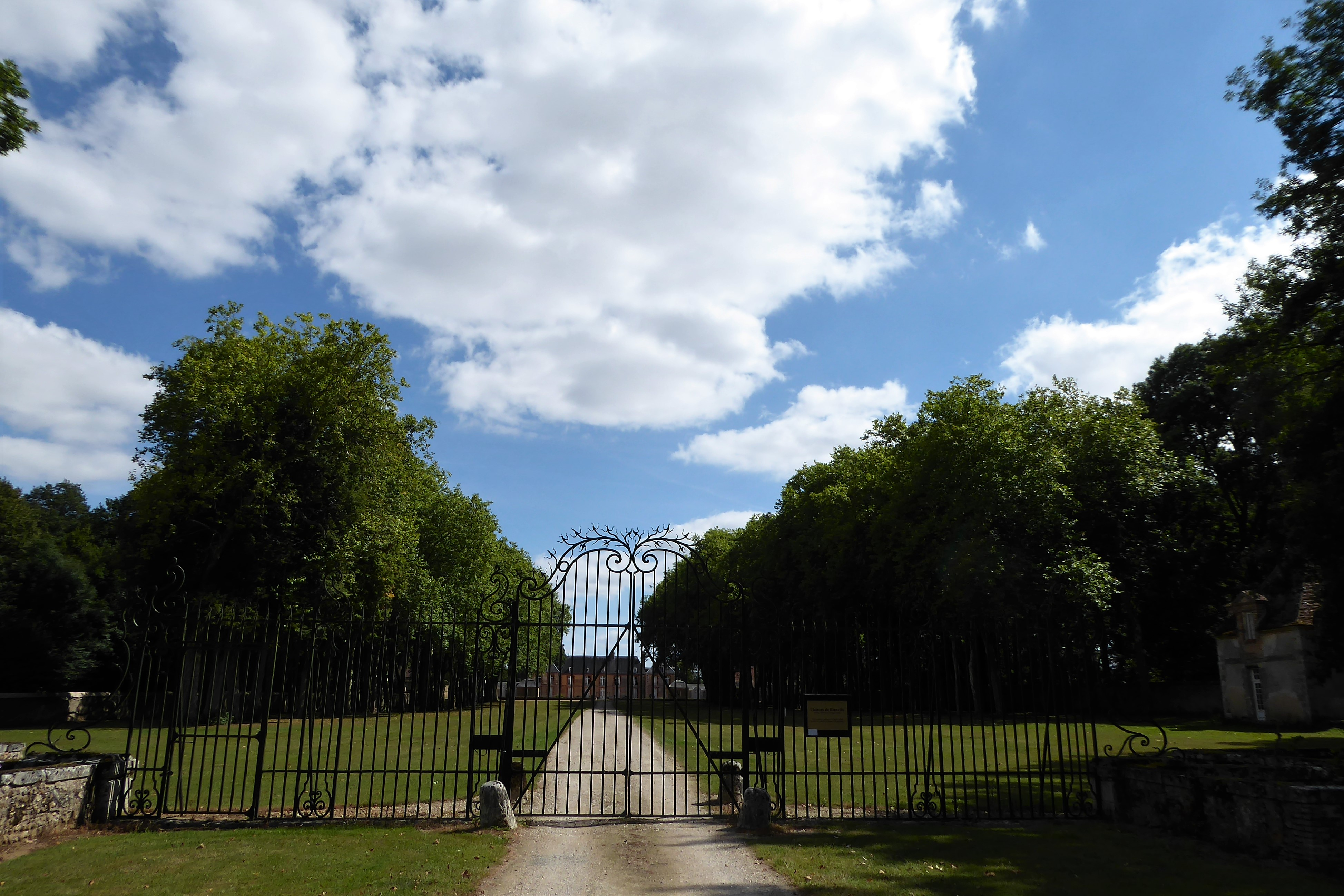
Schloss Blanville